# Brittany Maynard
Brittany Lauren Maynard (19 de noviembre de 1984 - 1 de noviembre de 2014) fue una mujer estadounidense con cáncer cerebral terminal que decidió que iba a poner fin a su propia vida "cuando fuera el momento adecuado". Ella era una defensora de la legalización de la ayuda para morir.

## Vida de Brittany Maynard
Maynard nació en Anaheim, California el 19 de noviembre de 1984. El 1 de enero de 2014, se le diagnosticó astrocitoma de grado 2, una forma de cáncer cerebral, y tuvo una craneotomía parcial y una parcial resección de su lóbulo temporal. El cáncer regresó en abril de 2014, y después de su diagnóstico fue elevado al grado 4 de astrocitoma, también conocido como glioblastoma, con un pronóstico de seis meses de vida.
Ella se mudó de California a Oregón para poder beneficiarse de la Ley sobre la Muerte con Dignidad de dicho estado, diciendo que había decidido que la "muerte con dignidad era la mejor opción para mí y mi familia". Ella se asoció con Compassion & Choices para crear el Brittany Maynard Fund, que busca legalizar la ayuda para morir en los estados donde ahora es ilegal. Ella también escribió un artículo para la CNN titulado "Mi derecho a la muerte con Dignidad a los 29".
Marcia Angell, ex redactora jefe de la revista New England Journal of Medicine, escribió que Maynard era un "nuevo rostro" del movimiento de morir asistido que había "ayudado grandemente a futuros pacientes que quieren la misma elección". El activismo de Maynard ha sido un fuerte enfoque de la ayuda propuesta de Connecticut en la legislación sobre morir.
El 29 de octubre de 2014, afirmó que "no parece ser el momento adecuado", pero que todavía iba a terminar su propia vida en algún momento futuro. Maynard planeó poner fin a su vida el 1 de noviembre de 2014, con medicamentos recetados por su médico.

## Vida personal
Brittany Maynard se casó con Daniel Esteban "Dan" Díaz en septiembre de 2012. En octubre de 2014 cumplió el último ítem de su lista de cosas pendientes antes de morir, al visitar el Gran Cañón. Además de su marido, le sobrevivió su madre, Deborah Ziegler, y su padrastro, Gary Holmes.

## Muerte
Se informó el 2 de noviembre de 2014 por People y diversas fuentes de medios de comunicación de otro tipo que Maynard había terminado su vida el 1 de noviembre rodeada de sus seres queridos. Maynard escribió en su último mensaje de Facebook.: "Adiós a todos mis queridos amigos y familiares que me aman. Hoy es el día que he elegido para morir con dignidad en vista de mi enfermedad terminal, este tipo de cáncer cerebral terrible que ha tomado mucho de mí... pero que habría tomado mucho más".
Cuando Maynard murió, ella había sobrevivido a la prognosis que su médico le había dado en abril de 2014 de que ella tenía seis meses de vida. Por lo tanto, la controversia subraya su muerte y se han planteado interrogantes en cuanto a la fiabilidad de los pronósticos de los médicos sobre la esperanza de vida del paciente.